# Taletes
Tales de Creta o Taletes (en grec antic Θαλῆς, Θαλήτας, Thales o Thaletas) fou un cèlebre músic, taumaturg i poeta líric grec. Amb el nom de Tales l'esmenten Aristòtil, Estrabó, Plutarc i Pausànias, però Taletes va ser el nom que es va imposar en època més moderna. Se li atribueix la introducció des de Creta a Esparta dels principis o elements de la música i el ritme, inexistents en el sistema de Terpandre; va fundar la segona escola musical espartana.
Era nadiu de Creta, de la ciutat de Gortina encara que algunes tradicions el fan nadiu de Cnossos o Elir. Obeint un oracle, els espartans el van convidar al seu país i va esdevenir el cap de la nova escola musical espartana (κατάστασις). Segons Elià, que l'anomena "purificador", va anar a Esparta seguint l'oracle de la Pítia de Delfos. Pausànias diu que va ser cridat per curar o "harmonitzar" els espartans, que estaven enfrontats socialment, i alliberar el país d'una pestilència. Per fer això va recórrer a la música. Segons Marcià Capel·la feia servir una lira. Taletes era un "mestre de la veritat" amb poders meravellosos, segons els antics, i així va poder modificar una situació desfavorable amb la seva paraula i amb la música, sistema utilitzat a l'antiguitat per a donar major força a una acció màgica-religiosa, i era utilitzada en els rituals de purificació. L'escola musical de Taletes va introduir a Esparta una classe de música associada amb ritus religiosos del seu país natal on la tranquil·litat i l'adoració solemne d'Apol·lo era predominant junt amb animades danses, de manera similar a l'adoració de la Magna Mater Frígia. Va compondre fonamentalment peans i hiporquemes. Va utilitzar tant la lira com la flauta. Per alguns autors antics va ser comparat amb el també cretenc Epimènides, ja que tots dos efectuaven ritus catàrtics seguint tradicions locals.
Per la fixació de la seva cronologia cal considerar tres dades: Glauc diu que va ser posterior a Arquíloc. Pausànias diu que Polimnest d'Esparta va compondre versos en honor de Taletes, i Plutarc diu que la segona escola musical va ser liderada per Taletes, Xenòdam, Xenòcrit de Locres Epizefiris, Polimnest i Sacades. Per tant, Taletes era més jove que Arquíloc i Terpandre però més vell que Polimnest i Alcman, i per una sèrie d'altres especulacions es pot considerar que va florir entre 690 i 660 aC. Tot i això, Diògenes Laerci el fa contemporani d'Hesíode, Homer i Licurg.
Plutarc i altres autors l'esmenten també com a poeta líric i Suides dona el nom d'alguna de les seves obres:  μέλη i ποιήματά τινα μυθικά, però a part del títol no se n'ha conservat cap fragment.